# Agustín Sáez Glanadell
Agustín Sáez y Glanadell (Murcia, España, 1828-Manila, Filipinas, 1891) fue un pintor español que terminó afincándose en Filipinas, donde llegaría a ser el profesor de dos de los pintores más importantes de ese país a finales del siglo XIX: Juan Luna y Félix Resurrección Hidalgo.

## Biografía
Agustín Sáez estudió pintura en la Escuela de Bellas Artes de San Fernando de Madrid. 
En 1855 se le encarga copiar varias obras maestras para que sirvan de ejemplo a la Academia de Dibujo y de Pintura de Manila, de reciente creación. Finalmente sería nombrado director de la misma y en 1858 se desplazó a Filipinas.

## Obra
Como era normal en su época y entorno, su estilo era clásico y su pintura costumbrista. 
Junto con Félix Resurrección Hidalgo y Miguel Zaragoza, fue encargado de ilustrar la obra La flora filipina de fray Manuel Blanco.